# NS-Baureihe 6400
Die NS-Baureihe 6400 ist eine dieselelektrische Lokomotive, die von der  Maschinenbau Kiel (MaK) für die Nederlandse Spoorwegen (NS) gebaut wurde. Die Achsfolge ist Bo’Bo’. Ähnliche Loks wurden unter der Bezeichnung MaK DE 1004 an die Group Eurotunnel verkauft.

## Geschichte
Der Bau war europaweit ausgeschrieben worden, das Konsortium BBC/MaK gewann die Ausschreibung. Die Konstruktion beruht auf der MaK DE 1002, die Reihe 6400 hat eine größere Länge und eine höhere Geschwindigkeit.
Baugleiche Loks, allerdings mit auf 950 kW gedrosselter Motorleistung, wurden ab 1991 unter der Bezeichnung MaK DE 1004 an den Betreiber des Eurotunnel verkauft. Die als Tunnelrettungslokomotiven eingesetzten Fahrzeuge werden beim Betreiber als Eurotunnel Class& 0001 bezeichnet. Da der Hersteller Anfang der 1990er Jahre zum Krupp-Konzern gehörte (heute zu Vossloh Locomotives), werden sie auch als Krupp rescue locomotives bezeichnet.
Nach der Aufsplittung der NS kamen alle Lokomotiven zu NS Cargo, der späteren Railion Nederland, wobei sie ihre Nummer behielten. Einige Lokomotiven wurden in der Folge in rot umlackiert, bei anderen wurden an den Führerhäusern große rote Aufkleber mit dem neuen Eigentumsmerkmal und der Betriebsnummer angebracht. Seit dem 16. Februar 2009 sind die Lokomotiven der DB Schenker Rail Nederland N.V. zugeordnet.
Eine Anzahl von Lokomotiven erhielt die entsprechenden Zugbeeinflussungs-Einrichtungen, um auch in Belgien und Deutschland fahren zu können. Sie tragen die Spitznamen Vlaamse Reuzen (Flämische Riesen) und Duitse Herders (Deutscher Schäferhund).
Seit Beginn des Jahres 2007 setzte Railion Deutschland leihweise bis zu zwanzig Lokomotiven in Deutschland als Baureihe 264 ein. Diese Nummern werden jedoch nur intern geführt, an den Fahrzeugen blieben die bisherigen vierstelligen Nummern angeschrieben. Durch den Rückgang im Güterverkehr wurde dieser Einsatz 2009 beendet. Die Zulassung für Deutschland wurde im April 2011 aufgehoben; damit war der grenzüberschreitende Einsatz zwischen Wülfrath-Rohdenhaus und Beverwijk nicht mehr möglich.
Die Groupe Eurotunnel gab im November 2010 den Kauf von weiteren zwei Maschinen (6456 und 6457) als Tunnelrettungslokomotiven bekannt und kaufte 2016 drei weitere Lokomotiven (6447, 6450, 6451).
Im Dezember 2014 wurden zwei Lokomotiven (6480 und 6487) an DB Schenker Rail Polska verkauft, um deren Einsatzmöglichkeiten in Polen zu testen. Bei Erfolg sollten weitere Lokomotiven reaktiviert werden, um Lokomotiven sowjetischer Produktion abzulösen. DB Cargo Polska wollte elf Lokomotiven kaufen, wegen fehlender Typzulassung konnten sie bis 2017 aber nur auf nichtöffentlichen Kohlebahnen eingesetzt werden.

### Grenland Rail DE 6400
Die norwegische Grenland Rail hat 2016 mit den Nummern 6446 und 6448 die ersten beiden Lokomotiven als Baureihe DE 6400 übernommen. 2017 folgte die 6419 und die 6449, am 29. Juni 2018 die 6452 und 2020 die 6407.

## Technik
Diese Baureihe stellte die ersten niederländischen Lokomotiven mit Drehstrommotoren dar. Bis zu vier Lokomotiven können in Mehrfachtraktion gemeinsam gefahren werden.
2006 wurde ein Auftrag zur Ausrüstung der Fahrzeuge mit dem Zugbeeinflussungssystem ETCS Level 2 vergeben. Zusammen mit der Umrüstung von 26 Lokomotiven der Baureihe 189 umfasste der Auftrag ein Volumen von rund 30 Millionen Euro. 2007 wurden 22 Lokomotiven mit dem Zugbeeinflussungssystem ETCS von Bombardier ausgerüstet. Generalunternehmer für Design und Zulassung der umgebauten Fahrzeuge war Lloyd’s Register Rail Europe. Zwei Prototypen (6434 und 6442) waren seit Mitte 2007 auf Probefahrten in den Niederlanden und Deutschland unterwegs, unter anderem auf der Betuweroute. Der Serienumbau der übrigen 20 Fahrzeuge begann im November 2007 und wurde von Bombardier in Randers, Dänemark durchgeführt. Für den Betrieb mit den nationalen Zugbeeinflussungssystemen ATB-EG in den Niederlanden und PZB in Deutschland wurden diese Fahrzeuge mit einem Specific Transmission Module (STM) ausgerüstet. Somit werden auf dem Driver-Machine Interface (DMI, ein Display im Führertisch) die jeweils passenden Anzeigen für ATB-EG, PZB oder ETCS angezeigt – separate Bedien- und Anzeigeeinrichtungen für die drei unterschiedlichen Signalsysteme entfallen. Eine PZB-Bestätigungsfahrt für die Deutschland-Zulassung fand am 23. Oktober  2007 mit Lok 6442 zwischen Emmerich und Oberhausen statt. Diese Lok fuhr ab dem 29. Oktober 2007 eine 5000-km-Betriebserprobung unter der Regie von RBH Logistics zwischen Hamm und Rheinkamp.
Am 28. Mai 2009 machte Lokomotive 6427 einige erfolgreiche Erprobungsfahrten mit ETCS, STM-ATB und STM-PZB auf der Strecke Zevenaar–Emmerich.
Mit dem überarbeiteten Implementierungsplan für ETCS durch die EU im Jahr 2016 wurden auch neue Förderprogramme entwickelt, und es ergaben sich erweiterte Einsatzgebiete für entsprechend ausgestattete Triebfahrzeuge. Deshalb bewarb sich DB Cargo erfolgreich um die Unterstützung zur Ausstattung von 48 Lokomotiven nach ETCS Baseline 3. Die Ausrüstung soll bis Ende 2023 abgeschlossen sein. Insgesamt werden 6,1 Millionen Euro Fördermittel bereitgestellt, womit maximal die Hälfte der Kosten gedeckt werden dürfen. Die Umrüstung soll im Januar 2019 mit dem ETCS-Einbau (nach SRS 3.4.0) in zwei Testlokomotiven beginnen. Die Lokomotiven sollen zukünftig in Belgien und den Niederlanden, jedoch nicht mehr in Deutschland eingesetzt werden.

## Bilder

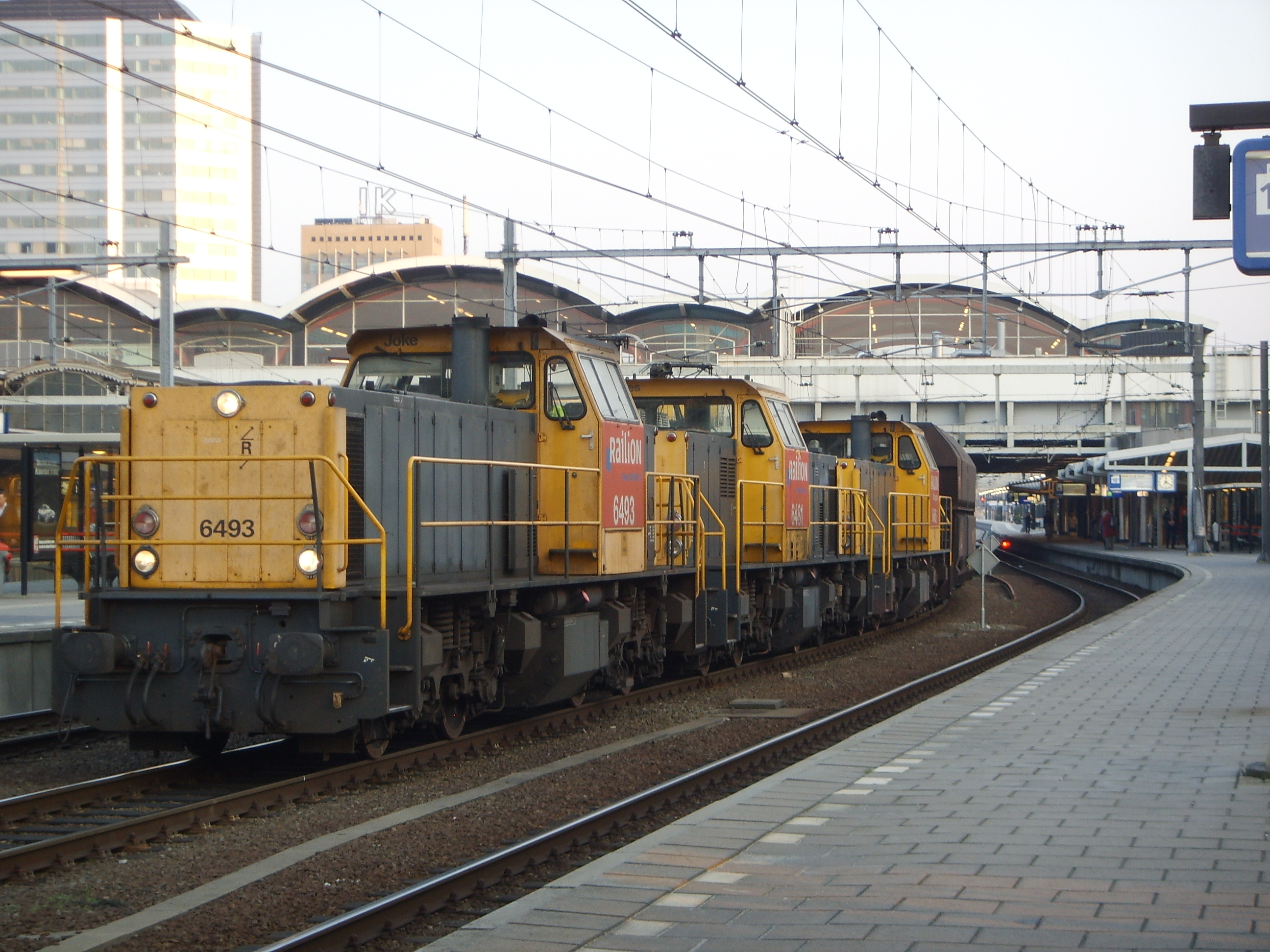
Drei 6400-Loks in Mehrfachsteuerung vor Güterzug (Utrecht Centraal)
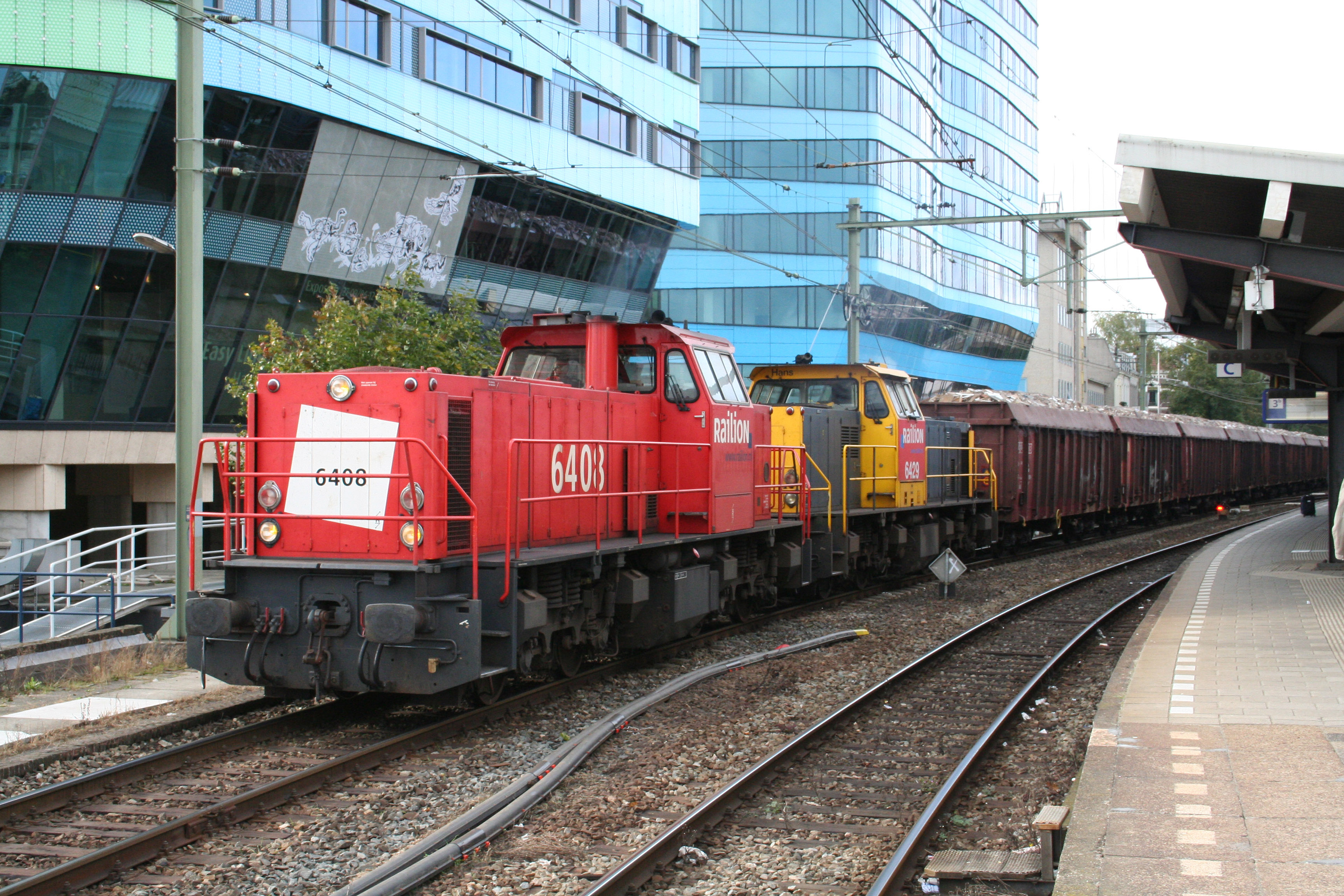
Zwei 6400-Lokomotiven in Railion-rot und NS-gelb/grau mit Railion-Emblem in Arnhem
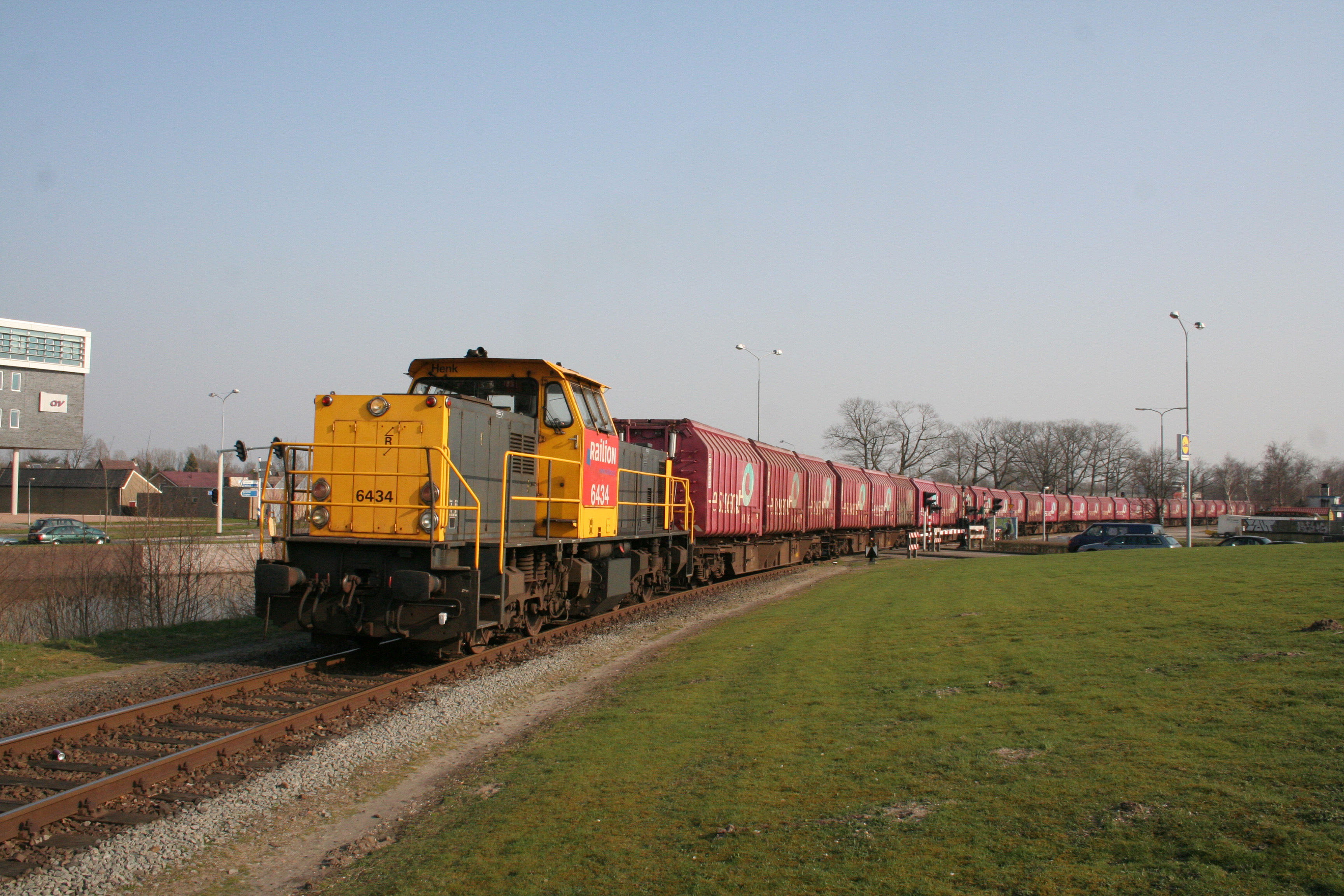
Lok 6434 mit einem Müllzug bei Apeldoorn
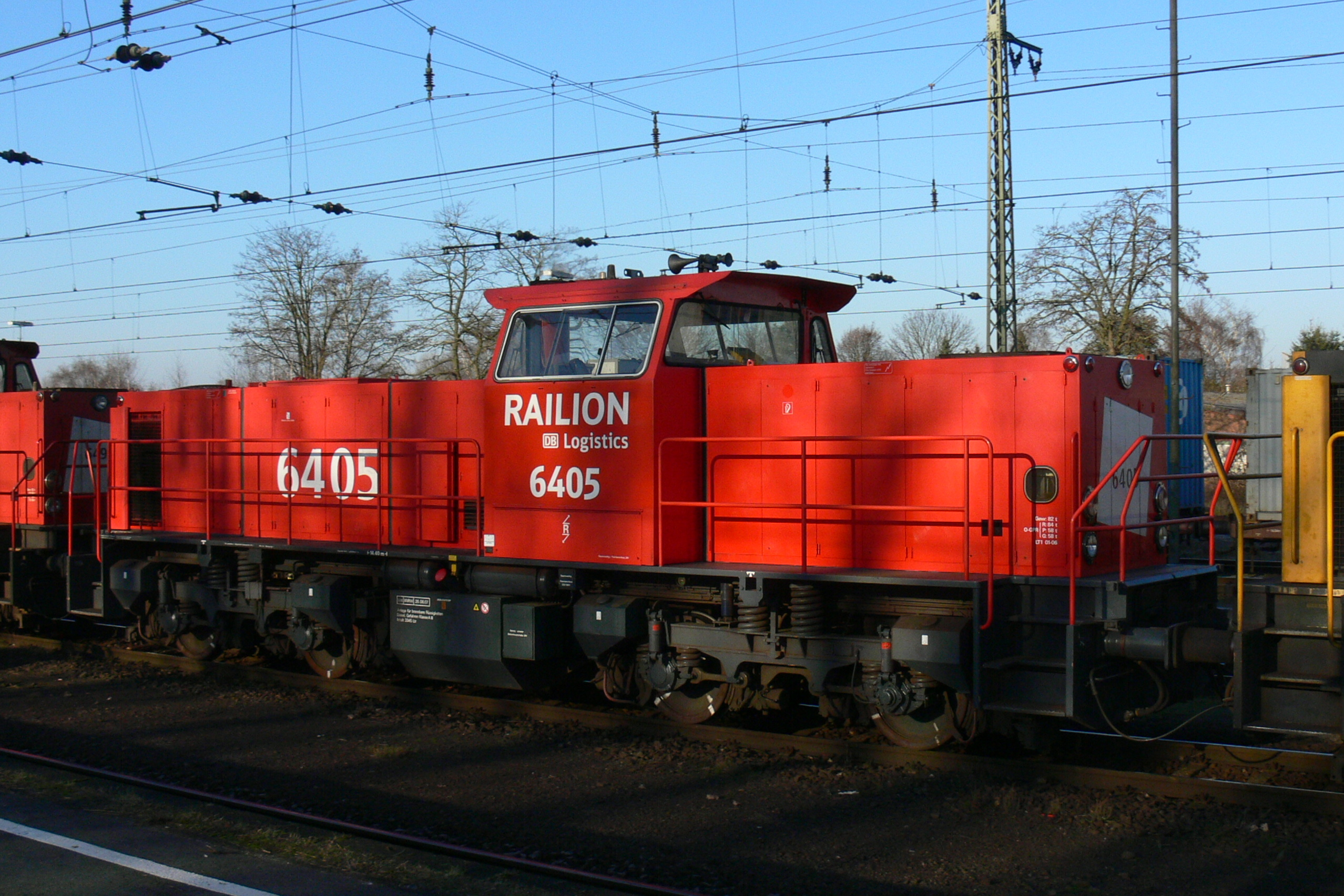
Lok 6405 der DB-Railion in Emmerich
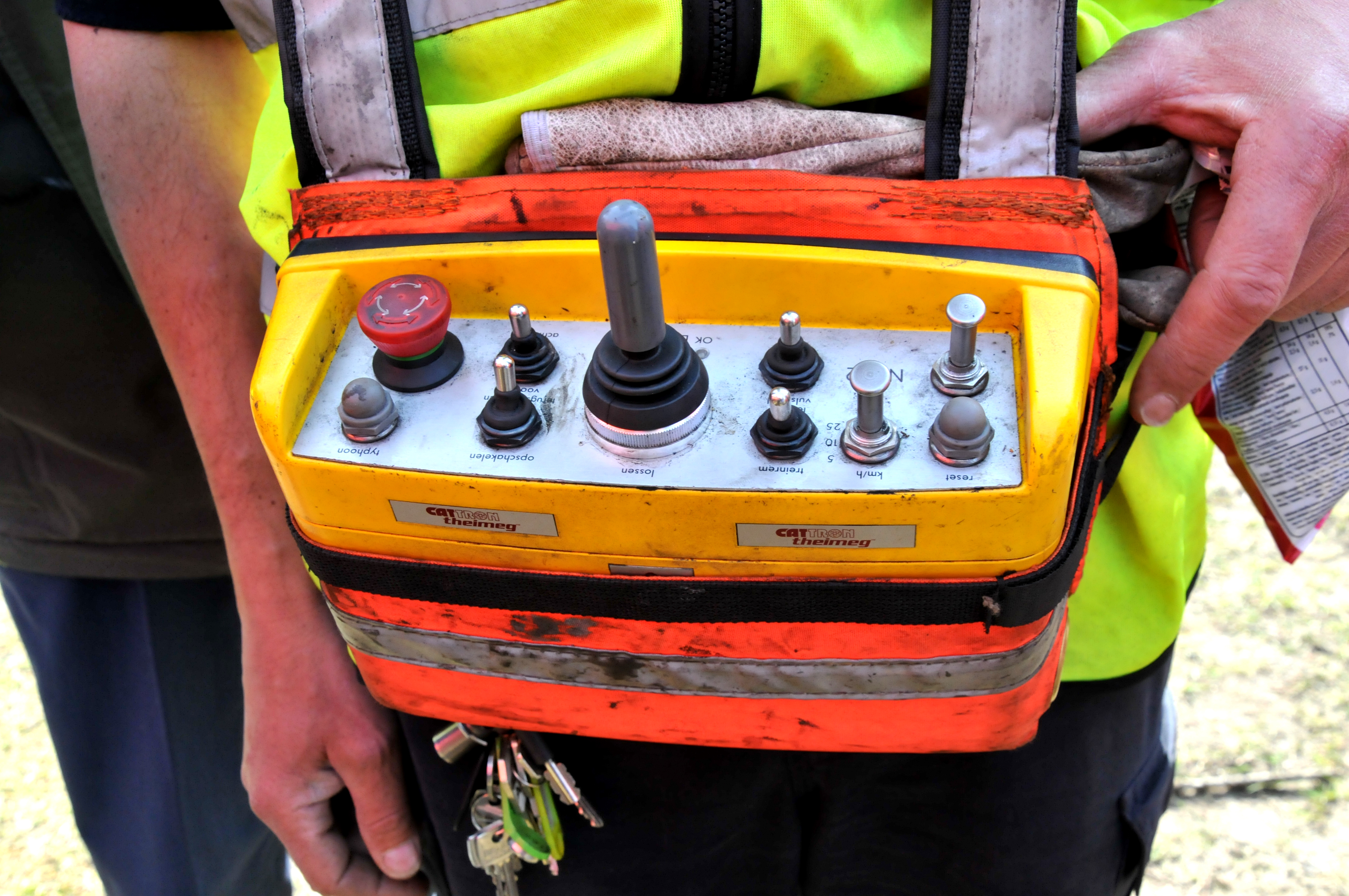
Fernbedienung